# الفيلق اللاتفي
الفيلق اللاتفي ( (باللاتفية: Latviešu leģions)‏ (باللاتفية: Latviešu leģions)‏ ) كان تشكيل ألماني تابع لفافن إس إسخلال الحرب العالمية الثانية. أنشئ في عام 1943، وكان يتألف في المقام الأول من أفراد من العرق اللاتفي. تألف الفيلق من قسمين من Waffen-SS: فرقة فافن غرينادير الخامسة عشر التابعة لقوات الأمن الخاصة (اللاتفية الأولى)، وفرقة فافن غرينادير التاسعة عشر التابعة لقوات الأمن الخاصة (اللاتفية الثانية). كانت الفرقة 15 تابعة إدارياً لفيلق إس إس السادس، ولكن من الناحية العملية كانت في الاحتياط أو تحت تصرف فيلق الجيش السادس عشر وجيش المجموعة الشمالية. صمدت الفرقة 19 في جيب كورلاند حتى مايو 1945، كانت في نهاية الحرب العالمية الثانية من بين آخر قوات ألمانيا النازية المستسلمة.

## النشأة

درع ذراع الفيلق اللاتفية

تم إنشاء الفيلق اللاتفي في يناير 1943 بناءً على أوامر أدولف هتلر بناءً على طلب من هاينريش هيملر، رئيس شوتزشتافل. شكل الجزء الأساسي للقوة كتائب شرطة لاتفيا، التي تشكلت قبل عدة سنوات للقيام بواجبات أمنية. أيضًا، تم نقل بعض الذين خدموا سابقًا في وحدة كوماندوز أراجيس كوماندو سيئة السمعة،  المسؤولة عن الفظائع المرتكبة ضد اليهود والغجر والمدنيين على طول حدود لاتفيا مع الاتحاد السوفيتي إلى الفيلق اللاتفي. بعد شهر واحد من تأسيس الوحدة، بدأت سلطات الاحتلال الألمانية في لاتفيا في تجنيد رجال العصر العسكري (رجال عسكريون مخضرمون). تم تخيير الأفراد المراد تجنيدهم للخدمة في فيالق فافن إس إس، أو العمل كمساعديين ( في فيرماخت الألماني)، أو إرساله إلى معسكرات الاعتقال في ألمانيا. تم اعتقال أولئك الذين حاولوا تجنب أحد هذه الخيارات الثلاثة وأرسلوا إلى معسكرات الاعتقال. نتيجة لذلك، كان 15-20 ٪ فقط من الرجال الذين يخدمون في الفيلق متطوعين فعليين. على عكس ما حدث في ليتوانيا، لم ينظم المجندون المحتملون في الفيلق في لاتفيا مكان تجنيد رسمي؛ بعض اللاتفيين هاجروا بدلا من خدمة المجهود الحربي النازي.
مع خسارة ألمانيا النازية للحرب، طلب تجنيد أعداد أكبر وأكبر من اللاتفيين. طبق التجنيد الأول، في عام 1943، على جميع الرجال اللاتفيين الذين ولدوا من 1919 إلى 1924. امتدت التعيينات اللاحقة إلى اللاتفيين الذين ولدوا بين عامي 1906 و1928. وكان قادة الفرق ومعظم الموظفين من ضباط قوات الأمن الخاصة الألمانية. وعادة ما كان يقود المقاتليين الأفغان الفرديين من قبل ضباط لاتفيا.